# Frédéric Wallerant
Frédéric Félix Auguste Wallerant, né le 25 juillet 1858 à Trith-Saint-Léger près de Valenciennes  et mort le 11 juillet 1936 en son domicile dans le 14e arrondissement de Paris, est un minéralogiste et cristallographe français.

## Biographie
Il fait ses études au lycée de Douai, puis entre à l'École normale supérieure (1880, 1er) où il obtient une licence de mathématiques (1881), de physique (1882), de sciences naturelles (1883), et d'où il sort agrégé de sciences naturelles en 1884 (3ème). Il est, pendant sa scolarité, maître auxiliaire au lycée Faidherbe, à Lille (1879-1880), puis est muté au lycée Thiers de Marseille en 1883. Il y reste professeur d'histoire naturelle jusqu'en 1887, date à partir de laquelle il se concentre exclusivement sur ses cours de minéralogie à la Faculté des sciences de Marseille (1884-1886).
En 1889, il achève et présente une thèse pour le doctorat ès sciences sur la géologie du massif des Maures. Après un court séjour à Rennes comme professeur de minéralogie et de géologie, il devint maître de conférences à l'École normale supérieure.
Titulaire de la chaire de minéralogie de la Sorbonne en 1903, il s'intéresse surtout à la cristallographie physique. Ses travaux se rapportent aux macles, en particulier celles par action mécanique, à l'épitaxie, au polymorphisme, et surtout à l'optique cristalline, le microscope polarisant étant devenu son outil préféré. Il s'intéresse aussi aux cristaux liquides.
Il est élu membre de l'Académie des sciences en 1907. Son livre de cristallographie paraît en 1909. 

## Décorations
- Officier de la Légion d'honneur (1923)[4]